# La Chambre du paon
La Chambre du paon (plus connue sous le nom de Salle du paon) est un chef-d'œuvre de l'art décoratif d'intérieur créé par James McNeill Whistler et Thomas Jeckyll, transféré à la Freer Gallery of Art à Washington. DC. Whistler a peint la pièce lambrissée dans une palette riche et unifiée de bleu-vert brillant avec des survitrages et des feuilles d'or métalliques. Peint entre 1876 et 1877, il est aujourd'hui considéré comme l'un des plus grands intérieurs esthétiques toujours existants et l'un des meilleurs exemples du style anglo-japonais.

## Histoire
La Chambre du paon a été conçue à l'origine pour servir de salle à manger dans la maison de ville située au 49 Prince's Gate dans le quartier de Kensington à Londres appartenant au magnat britannique du transport maritime Frederick Richards Leyland,. Leyland a engagé l'architecte britannique Richard Norman Shaw pour rénover et redécorer sa maison. Shaw a confié le réaménagement de la salle à manger à Thomas Jeckyll, un autre architecte britannique expérimenté dans le style anglo-japonais,. Jeckyll a conçu la salle à manger comme un Porzellanzimmer (salle de porcelaine).
Il a recouvert les murs de tentures murales du XVIe siècle en cuir de Cordoue qui avaient été initialement apportées en Angleterre dans le cadre de la dot de Catherine d'Aragon. Ils ont été peints avec son symbole héraldique, la grenade ouverte, et une série de roses rouges, les roses Tudor, pour symboliser son union avec Henri VIII. Ils étaient accrochés aux murs d'une maison de style Tudor à Norfolk pendant des siècles avant d'être achetés par Leyland pour 1 000 £,,. Contre ces murs, Jekyll a construit un cadre en treillis complexe d'étagères en noyer fuselé gravé qui contenait la collection de porcelaine chinoise bleue et blanche de Leyland, principalement de l'ère Kangxi de la dynastie Qing,.
Au sud de la pièce, une commode galloise en noyer était placée au centre, juste en dessous du grand panneau de cuir vide, et flanquée des deux côtés par les étagères à charpente. Du côté est, trois hautes fenêtres séparaient la pièce donnant sur un parc privé et couvertes par de longs volets en noyer. Au nord, une cheminée sur laquelle était accroché le tableau du peintre américain James McNeill Whistler, La Princesse du pays de la porcelaine, qui servait de point central de la pièce. Le plafond a été construit dans un style Tudor à panneaux suspendus et décoré de huit luminaires à gaz suspendus en forme de globe. Pour terminer la pièce, Jekyll a placé un tapis avec une bordure rouge sur le sol.

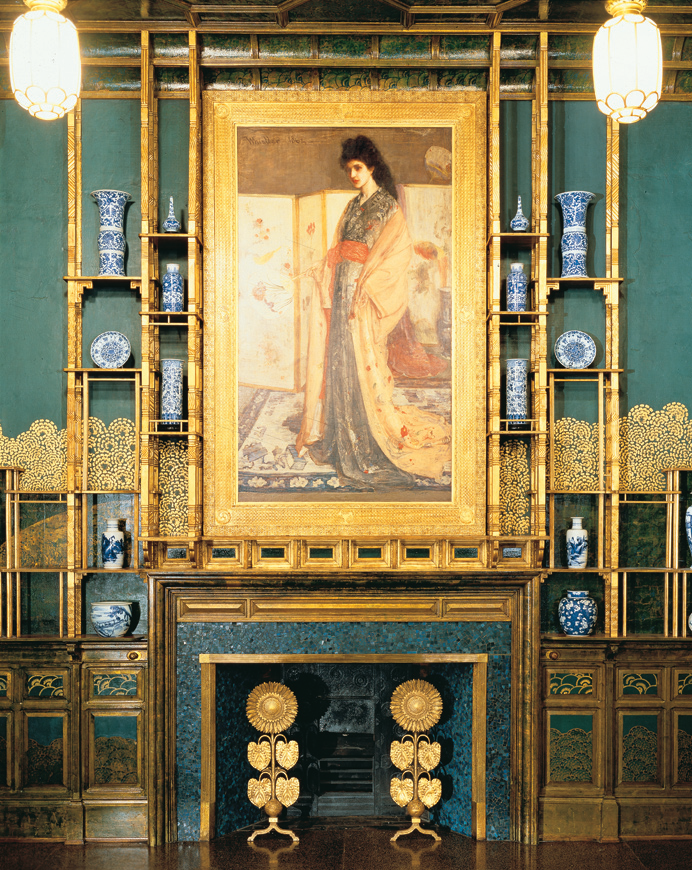
La Princesse du pays de la porcelaine, in situ dans la Chambre du Paon.

### Les modifications de Whistler
Jeckyll avait presque terminé son projet décoratif lorsqu'une maladie l'obligea à abandonner le projet. Whistler, qui travaillait alors à la décoration du hall d'entrée de la maison de Leyland, s'est porté volontaire pour terminer le travail de Jeckyll dans la salle à manger. Craignant que les roses rouges ornant les tentures murales en cuir ne s'accordent pas avec les couleurs de La Princesse, Whistler a suggéré de retoucher le cuir avec de la peinture jaune, et Leyland a accepté cette modification mineure. Il a également autorisé Whistler à embellir la corniche et les lambris avec un « motif de vagues » dérivé du dessin de la porte en verre au plomb de Jeckyll, puis s'est rendu chez lui à Liverpool. Cependant, pendant l'absence de Leyland, Whistler est devenu plus audacieux dans ses révisions.
À son retour, Leyland a été choqué par les « améliorations ». L'artiste et le mécène se sont si violemment disputés au sujet de la salle et de la rémunération pour l'œuvre que cette relation qui fut importante pour Whistler a pris fin. Plus tard, Whistler a eu accès à la maison de Leyland et a peint deux paons combattants destinés à représenter l'artiste et son mécène, qu'il a intitulés Art and Money: or, The Story of the Room,.
Whistler aurait dit à Leyland : « Ah, je t'ai rendu célèbre. Mon travail vivra quand tu seras oublié. Pourtant, par chance, dans les âges sombres à venir, on se souviendra de toi comme du propriétaire de la Peacock Room. ".
Le différend entre Whistler et Leyland ne s’est pas arrêté là. En 1879, Whistler fut contraint de déclarer faillite et Leyland était alors son principal créancier. Lorsque les créanciers sont arrivés pour inventorier la maison de l'artiste en vue de sa liquidation, ils ont été accueillis par The Gold Scab, une grande caricature peinte de Leyland représentée comme un paon démoniaque anthropomorphe jouant du piano, assis sur la maison de Whistler. Ce tableau est peint dans les mêmes couleurs que celles de la salle du Paon. Il a de nouveau fait référence à l'incident dans son livre, The Gentle Art of Making Enemies. Le penchant de Whistler pour l'épouse de Leyland, Frances, qui s'est séparée de son mari en 1879, a ajouté au drame émotionnel. Un autre résultat de ce drame fut Jeckyll qui, si choqué par la première vue de « sa » chambre, rentra chez lui et fut retrouvé plus tard sur le sol de son atelier recouvert de feuilles d'or ; il ne s'est jamais remis et est mort fou trois ans plus tard,.
Après avoir acquis La Princesse du pays de la porcelaine, l'industriel et collectionneur d'art américain Charles Lang Freer a acheté anonymement la pièce entière en 1904 aux héritiers de Leyland, dont la fille de Leyland et son mari, l'artiste britannique Val Prinsep. Freer fit ensuite installer le contenu de la Peacock Room dans son manoir de Détroit. Après la mort de Freer en 1919, la Peacock Room fut installée de manière permanente dans la Freer Gallery of Art du Smithsonian à Washington, DC. La galerie fut ouverte au public en 1923.
La salle Peacock a été fermée pour rénovation, ainsi que d'autres parties de la galerie, en janvier 2016. Elle a rouvert au public à l'été 2017 ; par la suite, elle a également subi une restauration approfondie en 2022.

## Héritage
Filthy Lucre, une installation de l'artiste contemporain Darren Waterston, reproduit la Chambre du Paon dans un état de délabrement.
En mars 2020, Church Life, une revue du McGrath Institute de l'Université de Notre Dame, a publié « The Art of Madness and Mystery », un essai qui utilise la Chambre du Paon et Filthy Lucre de Waterson pour examiner en détail les différences et le caractère inhérent de l'art traditionnel (notamment dans le contexte de l'esthétisme ) et de l'art contemporain.

## Voir également
- Maison David B. Gamble

## Lectures complémentaires
- David Park Curry, James McNeill Whistler at the Freer Gallery of Art, New York City, W. W. Norton, 1984 (ISBN 9780393018479, OCLC 221297725, lire en ligne)
- Linda Merrill et Sarah Ridley, The Princess and the Peacocks: Or, the Story of the Room, New York City, Hyperion Books for Children, 1993 (ISBN 9781562823276, OCLC 26632965, LCCN 92072019, lire en ligne)
- Lisa N. Peters, James McNeill Whistler, New York City, Smithmark, 1996 (ISBN 9781880908709, OCLC 40598527, lire en ligne )
- Linda Merrill, The Peacock Room: A Cultural Biography, Washington, D.C., Yale University Press, 1998 (ISBN 9780300076110, OCLC 245700663, LCCN 98021534, lire en ligne)